# Ň
Ň, ň (N с гачеком) — буква расширенной латиницы, используемая в чешском, словацком и туркменском языках. Она образована от латинского N с добавлением гачека (háček на чешском языке и mäkčeň на словацком) и следует за простым N в алфавите.

## Использование
В чешском и словацком языках обозначает звук [ɲ], аналогичный русскому нь.
В туркменском языке обозначает звук [ŋ]. В кириллической версии туркменского алфавита ему соответствовала буква Ң.